# Mittelhausbergen
Mittelhausbergen é uma comuna francesa na região administrativa de Grande Leste, no departamento Baixo Reno. Estende-se por uma área de 1,72 km². Em 2010 a comuna tinha 2 058 habitantes (densidade: 1 196,5 hab./km²).